# Crocothemis
Crocothemis je rod vážek z čeledi vážkovití. Rozšířený je ve starém světě a v Austrálii. Známo je 10 druhů tohoto rodu, z nich se v Česku i v Evropě vyskytuje jen jeden (vážka červená).
Samečci jsou červení (s výjimkou druhu Crocothemis nigrifrons). Na křídle mají 9 nebo více předuzlových příček a poslední z nich je neúplná.